# 贊寧
贊寧（919年—1001年），俗姓高。吳越吳興郡德清（今屬浙江）人。

## 生平
生於貞明五年（919年），先人是黃河流域的渤海郡人，隋末徙吳興郡清德縣。後唐天成年間贊寧在杭州祥符寺出家。後入天台山受具足戒，先學四分律，精研三藏。後往靈隱寺，習南山律，旁通儒、道二家。文辭頗善，與人談論，辭辯縱橫，雖東方朔、張茂先亦不能過，人稱“律虎”。吳越武肅王時曾任監壇和兩浙僧統，賜號明義。
宋太祖賜贈紫衣。宋太宗徵他入汴京，于太平兴国三年（978年）隨吴越王入朝，賜號“通慧大師”。太平兴国初，奉詔編修《大宋僧史略》3卷，充右街副僧錄。太平興國七年（982年），又撰有《宋高僧傳》，仿梁代慧皎《高僧传》和唐道宣《续高僧传》体例，分十科，記載了從南北朝至宋朝年間，五百三十三人有传，附见一百三十人。又記有三十八位高僧及其譯經成果。端拱元年（989年）成書，由弟子显宗和智轮上呈宋太宗，上命僧录司编入大藏流通。
淳化元年（990年）任左街讲经首座，隔年任史馆编修。淳化三年（992年）兼翰林館編修。至道元年（995年）掌管洛京（今河南洛陽）教門事。真宗咸平元年（998年），充右街僧錄。咸平三年（1000年）遷左街。咸平四年（1001年）卒，享年八十三。徽宗崇寧四年（1105年），加謚圓明。

## 著作
- 《大宋僧史略》[6]
- 《大宋高僧傳》
- 《三教聖賢事跡》
- 《內典集》[6]
- 《外學集》

## 評價
欧阳修说：“吴僧赞宁，国初为僧录，颇读诗书，博览强记，亦自能撰透，而辞辩纵横，人莫能屈”。《皇朝类苑》卷五九说:“僧赞宁，有文学，洞古博物，著书数百卷。王元之（王禹偁），徐骑省（徐铉），疑则就质焉，二公皆拜之”。《西湖高僧事略》等有傳。